# Wyspa Estyjska
Die Wyspa Estyjska ist eine künstliche Insel im polnischen Teil des Frischen Haffs. Die unbewohnte Insel liegt südlich von Przebrno (Pröbbernau). Ihr Gebiet gehört zur Landgemeinde Sztutowo (Stutthof) und zur Stadtgemeinde Krynica Morska (Kahlberg). Sie hat die Form einer Ellipse mit einer Länge von 1932 und einer Breite von 1192 Metern bei einer Fläche von 181 Hektar.
Angelegt wurde sie mit Material, das beim Bau des 2022 eröffneten Kanals durch die Frische Nehrung (Kanał przez Mierzeję Wiślaną) angefallen ist. Hinzu wurde Material aufgespült, das beim Ausheben der Fahrrinne zwischen der Mündung des Kanals und dem Hafen Elblag (Elbing) anfiel. Im September 2020 legten Stahlspundwände die Form der Insel fest. Sie soll eine Höhe von zwei bis drei Metern haben und als Lebensraum für Vögel sowie Ausgleichsfläche für die Umweltverluste beim Bau des Kanals dienen.
Der noch vorläufige Name wurde bei einem Wettbewerb und einer Online-Abstimmung gekürt. Er nimmt Bezug auf die Bezeichnung estmere des Haffs zu Zeiten Wulfstans und die Ästier genannten Balten. Wyspa Estyjska lag mit 9984 Stimmen vor Bursztynowa (Bernsteininsel, 8391 Stimmen) und Rukwiel (Meersenf, 1853 Stimmen).
Eine weitere künstliche Insel im Haff ist die, in den 1930er Jahren angelegte, Pillauer Insel (russisch Остров Насыпной Ostrow Nassypnoi) in der russischen Oblast Kaliningrad.